# Otto Heinrich von Braunschweig-Harburg
Otto Heinrich von Braunschweig-Lüneburg-Harburg (* 16. Juni 1555 in Harburg; † 15. Oktober 1591 in Brüssel) war Erbprinz von Braunschweig-Lüneburg-Harburg.

## Leben
Otto Heinrich war der älteste Sohn des Herzogs Otto II. von Braunschweig-Harburg (1528–1603) aus dessen erster Ehe mit Margarete  (1530–1559), Tochter des Grafen Johann Heinrich von Schwarzburg-Leutenberg.
Otto Heinrich wurde unter Aufsicht seines Vaters streng wissenschaftlich erzogen, ihn in bildenden Künsten zu unterweisen hatte dieser verboten. Otto Heinrich studierte an der Universität Straßburg, war zunächst Domherr in Bremen, schlug aber im Anschluss eine Militärlaufbahn ein.
Er führte 1590 die Reiterei des Herzogs Alessandro Farnese im Achtzigjährigen Krieg und zeigte in der Schlacht von Ivry am 14. März 1590 große Tapferkeit. In dieser Schlacht schwer verwundet, starb Otto Heinrich ein Jahr später vor seinem Vater 36-jährig in Brüssel.

## Ehe und Nachkommen
Otto Heinrich vermählte sich in nicht standesgemäßer Ehe 1588 mit Marie d'Henin-Lietard († 1606), Tochter des Grafen Johann von Bossu, mit der er einen Sohn hatte, der in der Harburger Erbfolge ausgeschlossen war:
- Karl († 24. November 1620), Gouverneur von Beaumont in Luxemburg ⚭ 15. Januar 1618 Marie Wouters, Erbin von Terdeck und Dyck († 17. Februar 1619)

Allerdings wurde Karl 1617 vom Papst und der Erzherzogin Isabella legitimiert.